# Cámara kutatóállomás
A Cámara kutatóállomás (spanyolul: Base Cámara) egy Argentínához tartozó időszakos kutatóállomás a Déli-Shetland-szigetekhez tartozó Félhold-szigeten. Argentína úgy tekint rá, hogy Tűzföld tartomány Antártida Argentina megyéjéhez tartozik.
Az éves átlaghőmérséklet -2,9 °C, a hidegrekordot, -30 °C-ot 1954. augusztus 12-én mérték.
A bázison egy lakóház, egy vészhelyzet esetén használható épület, egy hangárjellegű építmény, egy raktár és egy fagyasztóhelyiség található.

## Története
Az 1952–1953-as argentin Antarktisz-kampány során a Rodolfo N. Panzarini által vezetett Fuerza de Tareas Antárticas (Antarktiszti Feladatok Erői) fő feladata egy kutatóállomás létrehozása volt a Déli-Shetland-szigeteken. Így alapították meg a Félhold-szigeten, 22 méterrel a tenger szintje felett a Luna (Hold) nevű bázist, amely később az 1955-ben balesetben elhunyt Juan R. Cámara hadnagy emlékére a Cámara nevet kapta. Hivatalosan Carlos Suárez Dóriga, Tűzföld tartomány kormányzója avatta fel 1953. április 1-én. Az 1959–60-as kampány során bezárták, majd 1988 decemberében újranyitották, de innentől kezdve már csak időszakos jelleggel, nyaranta működik.